# Club Life: Volume Four New York City
Albums de Tiësto
A Town Called Paradise
(2014)
Singles
1. Secrets
Sortie : 16 mars 2015
2. The Only Way Is Up
Sortie : 4 mai 2015
3. Show Me
Sortie : 22 juin 2015

Club Life: Volume Four New York City est la 4e compilation du disc jockey, compositeur et producteur néerlandais Tiësto. L'album est sorti le 22 mai 2015 en téléchargement sur iTunes. Il comprend entre autres les singles  Secrets, The Only Way Is Up. La plupart des chansons issues de l'album furent jouées par Tiësto dans son set à l'Ultra Music Festival 2015[réf. nécessaire]. L'artiste rend hommage dans ce quatrième opus de la série Club Life à sa nouvelle ville de résidence : New York[réf. nécessaire].

## Liste des pistes
Toutes les pistes sont écrites et composées par plusieurs artistes.
| CD    | CD                                           | CD                                                | CD    | CD | CD | CD | CD | CD | CD |
| No    | Titre                                        | Artiste                                           | Durée |    |    |    |    |    |    |
| ----- | -------------------------------------------- | ------------------------------------------------- | ----- | -- | -- | -- | -- | -- | -- |
| 1.    | Valencia (Intro Edit / John Christian Remix) | MOTi                                              | 3:48  |    |    |    |    |    |    |
| 2.    | Secrets                                      | Tiësto & KSHMR featuring Vassy                    | 4:11  |    |    |    |    |    |    |
| 3.    | For You                                      | Dzeko & Torres & Maestro Harrell featuring Delora | 3:18  |    |    |    |    |    |    |
| 4.    | The Only Way Is Up                           | Martin Garrix & Tiësto                            | 4:18  |    |    |    |    |    |    |
| 5.    | Someone Somewhere (Tiësto Edit)              | Bobby Puma                                        | 3:41  |    |    |    |    |    |    |
| 6.    | Butterflies                                  | Tiësto                                            | 4:02  |    |    |    |    |    |    |
| 7.    | Chant                                        | Tiësto & The Disco Fries                          | 3:48  |    |    |    |    |    |    |
| 8.    | Change The World                             | Tiësto                                            | 3:45  |    |    |    |    |    |    |
| 9.    | Lucid                                        | A&G                                               | 3:59  |    |    |    |    |    |    |
| 10.   | Kashmir                                      | KSHMR                                             | 4:03  |    |    |    |    |    |    |
| 11.   | Air                                          | Dzeko & Torres featuring Delaney Jane             | 3:37  |    |    |    |    |    |    |
| 12.   | Home (Tiësto vs twoloud Remix)               | Dotan                                             | 3:41  |    |    |    |    |    |    |
| 13.   | Flighting For (Tiësto Edit)                  | Wee-O featuring Morgan Karr                       | 2:44  |    |    |    |    |    |    |
| 14.   | Guest List                                   | Alvaro & Jetfire                                  | 3:52  |    |    |    |    |    |    |
| 15.   | Show Me                                      | Tiësto & DallasK                                  | 2:59  |    |    |    |    |    |    |
| 16.   | Sky High (Tiësto Edit)                       | Firebeatz                                         | 2:14  |    |    |    |    |    |    |
| 17.   | House Of Now (Tiësto Edit)                   | MOTi                                              | 2:07  |    |    |    |    |    |    |
| 18.   | Alpha                                        | Zaxx vs Riggi & Piros                             | 3:05  |    |    |    |    |    |    |
| 63:05 |                                              |                                                   |       |    |    |    |    |    |    |

## Classements hebdomadaires
| Classement (2015)                        | Meilleure position |
| ---------------------------------------- | ------------------ |
| Pays-Bas (Mega Album Top 100)            | 7                  |
| Norvège (VG-lista)                       | 29                 |
| Royaume-Uni (UK Albums Chart)            | 68                 |
| États-Unis (Billboard 200)               | 89                 |
| États-Unis (Top Dance/Electronic Albums) | 2                  |